# Kościół Odkupiciela w Jerozolimie
Kościół Odkupiciela w Jerozolimie (hebr.: כנסיית הגואל, niem.: Erlöserkirche) – jedyny kościół luterański na Starym Mieście, niedaleko bazyliki Grobu Świętego.

## Opis
Zbudowany z kamienia, w stylu neoromańskim, nawiązującym do stylu kościołów krzyżowców. Dzwonnica nawiązuje kształtem do dzwonnicy bazyliki Grobu Świętego z czasów przed jej uszkodzeniem przez trzęsienie ziemi. Wnętrze surowe, niemal całkowicie pozbawione ozdób z wyjątkiem niewielkiej mozaiki, przedstawiającej acheiropoietos oblicza Chrystusa. Zamknięte wrota północne dekorują znaki zodiaku i symbole miesięcy. Obecnie działają tu 4 różnojęzyczne kongregacje (niemiecka, arabska, duńska i angielska).
Pod kościołem znajduje się park archeologiczny "Durch die Zeiten" (Poprzez wieki"), otwarty w listopadzie 2012, ukazujący m.in. pozostałości kamieniołomu z I wieku n.e., w którym znajdowała się Golgota (obecnie obudowana kaplicą w bazylice Grobu). W krużganku działa niewielkie muzeum archeologiczne. Z wieży kościoła, najwyższej na Starym Mieście, roztaczają się wspaniałe widoki na całą Jerozolimę.

## Historia
W 1869 rząd turecki podarował działkę gruntu w Muristanie Królestwu Prus. Na tym miejscu znajdowały się pozostałości średniowiecznego kościoła i klasztoru Świętej Marii Łacińskiej, których absyda, kolumny i krużganek zachowały się do dzisiaj, wkomponowane w obecny budynek kościoła Odkupiciela.
Kościół wybudowano w latach 1892–1898. W Święto Reformacji 1898 cesarz niemiecki Wilhelm II Hohenzollern osobiście dokonał otwarcia nowego kościoła.